# Monumento funebre ad Antonio Canova
Il monumento funebre ad Antonio Canova è un gruppo marmoreo innalzato nel 1827 nella navata sinistra della Basilica dei Frari a Venezia. Fu eretto a memoria dello scultore Antonio Canova (1757-1822) su iniziativa del conte Leopoldo Cicognara e sul modello che lo stesso Canova aveva preparato per un monumento a Tiziano nel 1794. Le parti scultoree furono realizzate dai veneti Antonio Bosa, Bartolomeo Ferrari, Giuseppe Fabris, Jacopo de Martini, Luigi Zandomeneghi e Rinaldo Rinaldi, scultori discepoli del Canova. All'interno del monumento è custodito il cuore dell'artista, mentre il corpo è tumulato nel Tempio Canoviano di Possagno, luogo di nascita dello scultore. La mano destra, che aveva creato tanta bellezza, venne separata dal corpo per essere venerata come una reliquia laica da allievi, discepoli seguaci e ammiratori ed è custodita presso l'Accademia delle belle Arti di Venezia dove Canova aveva insegnato.

## Storia

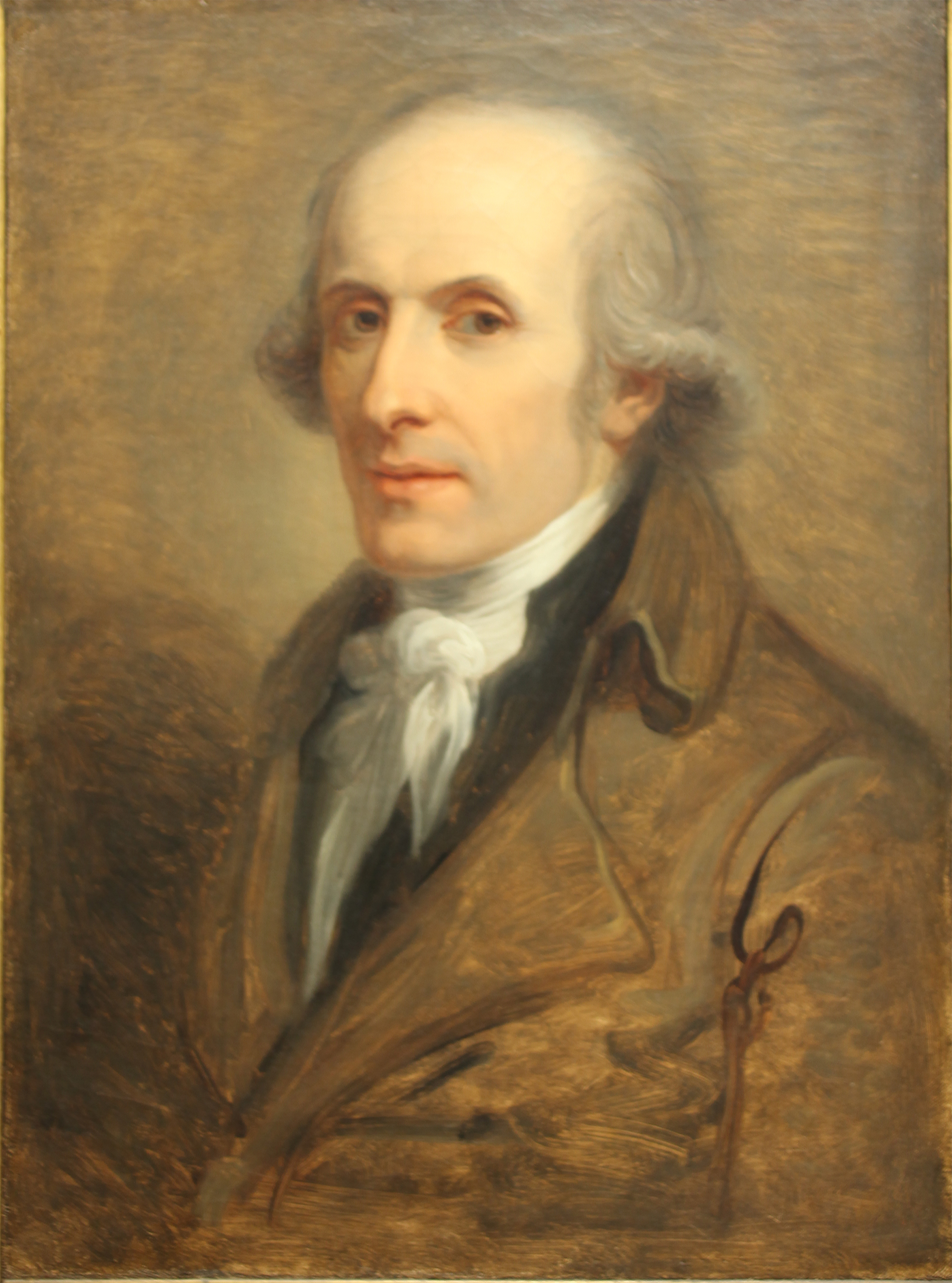
Andrea Appiani (1754-1817) Ritratto di Antonio Canova (1802-1803)

Antonio Canova morì a 66 anni la mattina del 13 ottobre 1822 a Venezia, nella casa del vecchio amico Florian, nei pressi di piazza San Marco, mentre era di ritorno verso la sua residenza di Possagno. Il 13 venne effettuata la ricognizione cadaverica che stabilì che il Canova fosse morto per problemi gastrici e biliari anche legati a una deformazione del costato dovuta al prolungato uso del trapano il cui manico lo scultore appoggiava al petto I solenni funerali si svolsero il 16 ottobre a San Marco e furono officiati dal Patriarca di Venezia Giovanni Ladislao Pyrker. Il cuore di Canova, prelevato durante l'autopsia, fu riposto in un vaso di porfido selezionato su concessione governativa dal tesoro di San Marco e posto presso la Accademia di belle arti di Venezia il 21 settembre 1824. Sul vaso fu incisa l'iscrizione in lingua latina: Cor Magni Canovae.
Già immediatamente dopo la morte del Canova, gli accademici di Venezia, su sollecitazione del Cicognara, vollero erigere un monumento allo scultore da innalzarsi nella chiesa dei Frari. Fu aperta una sottoscrizione pubblica per raccogliere il denaro necessario e ad essa risposero per primi i sovrani europei che, sull'esempio dell'Imperatore d'Austria,  vollero celebrare la memoria dell'uomo veramente europeo. Entro la primavera furono quindi rapidamente raccolti i fondi per il mausoleo di cui andava però cercato un architetto; nell'Accademia di Venezia era conservato il modello in creta di un monumento immaginato da Canova nel 1794 da innalzarsi nella chiesa dei Frari a memoria di Tiziano ma il committente dell'opera e mecenate dello scultore cavalier Zulian era mancato nel 1795.  Canova aveva quindi utilizzato quel modello, ridotto nelle dimensioni e modificato in gran parte, per la composizione del famoso Monumento funebre a Maria Cristina d'Austria poi eretto all'interno della Chiesa di Sant'Agostino di Vienna. Fu quindi deciso all'unanimità di utilizzare quel modello così che il Canova potesse essere ricordato attraverso l'opera del proprio stesso ingegno. I lavori cominciarono nel maggio del 1827, cinque anni dopo la morte dell'artista.

## Descrizione
Sopra uno zoccolo alto un metro si innalzano tre gradini sull'ultimo dei quali poggia una piramide alta 11 metri e con la base di 13 metri. Nel mezzo di essa una porta dischiusa conduce alla supposta camera mortuaria nella quale il cuore del Canova è custodito entro un'urna di porfido; in realtà il cuore è deposto sotto una pietra con su scritto COR CANOVAE. A destra della porta tre Arti salgono i gradini: la Scultura che porta in un'urna il cuore di Canova è opera del vicentino Bartolomeo Ferrari (1780-1844), seguita dal suo Genio con la torcia accesa simbolo dell'immortalità, opera di Rinaldo Rinaldi; seguono la Pittura e l'Architettura, raggruppate con una ghirlanda in mano, opera del veronese Luigi Zandomeneghi accompagnate dai rispettivi Geni tutelari con i relativi attributi e le fiaccole mortuarie accese, scolpiti dal veneziano Jacopo de' Martini.
A sinistra della porta giace accasciato il Leone di San Marco in posa mesta (Rinaldo Rinaldi), simbolo della città che partecipa al dolore,  a cui si appoggia seduto il Genio ispiratore di Canova con la fiaccola spenta (Giuseppe Fabris), che allude alla morte dell'artista; sopra la porta due angeli sorreggono l'effige dello scultore cinta dalla serpe, simbolo di immortalità (Antonio Bosa). Sotto di essa, lungo tutta la larghezza della porta, l'iscrizione canova.
Sullo zoccolo della piramide si legge l'iscrizione in lingua latina: antonio canovae / principi scvlptorvm aetatis svae / collegivm venetvm bonis artib. excolend. / sodali maximo / ex conlatione evropae vniversae / a. mdcccxxvii. (Ad Antonio Canova principe degli scultori del suo tempo, l'Accademia Veneta di Belle Arti con ii contributo di tutta l'Europa, anno 1827)
Le parti in marmo non scultoree del monumento furono affidate allo scalpellino Domenico Fatiga.
Nel complesso il monumento è uno dei più caratteristici dell'arte neo-classica ma si presenta freddo e risulta ingombrante e stonato all'interno della Basilica gotica dei Frari.
Il monumento in marmo di Carrara venato bianco era soggetto ad un forte degrado (i marmi trasudavano umidità e si sfaldavano) ed è stato sottoposto ad un complesso restauro che nel 2022, nel bicentenario della morte di Canova, lo ha riportato al primitivo splendore.

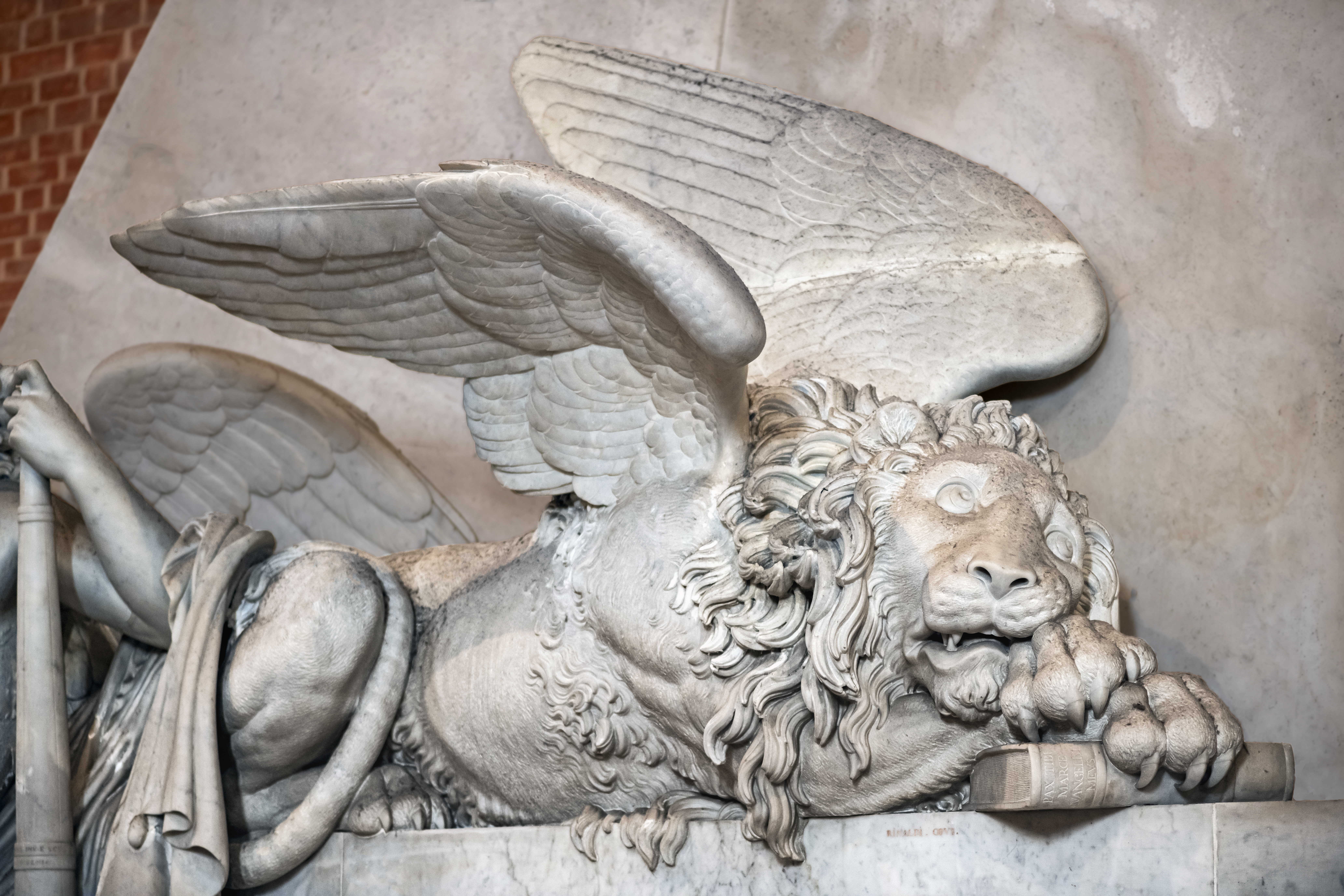
Leone di San Marco in posa mesta - Rinaldo Rinaldi
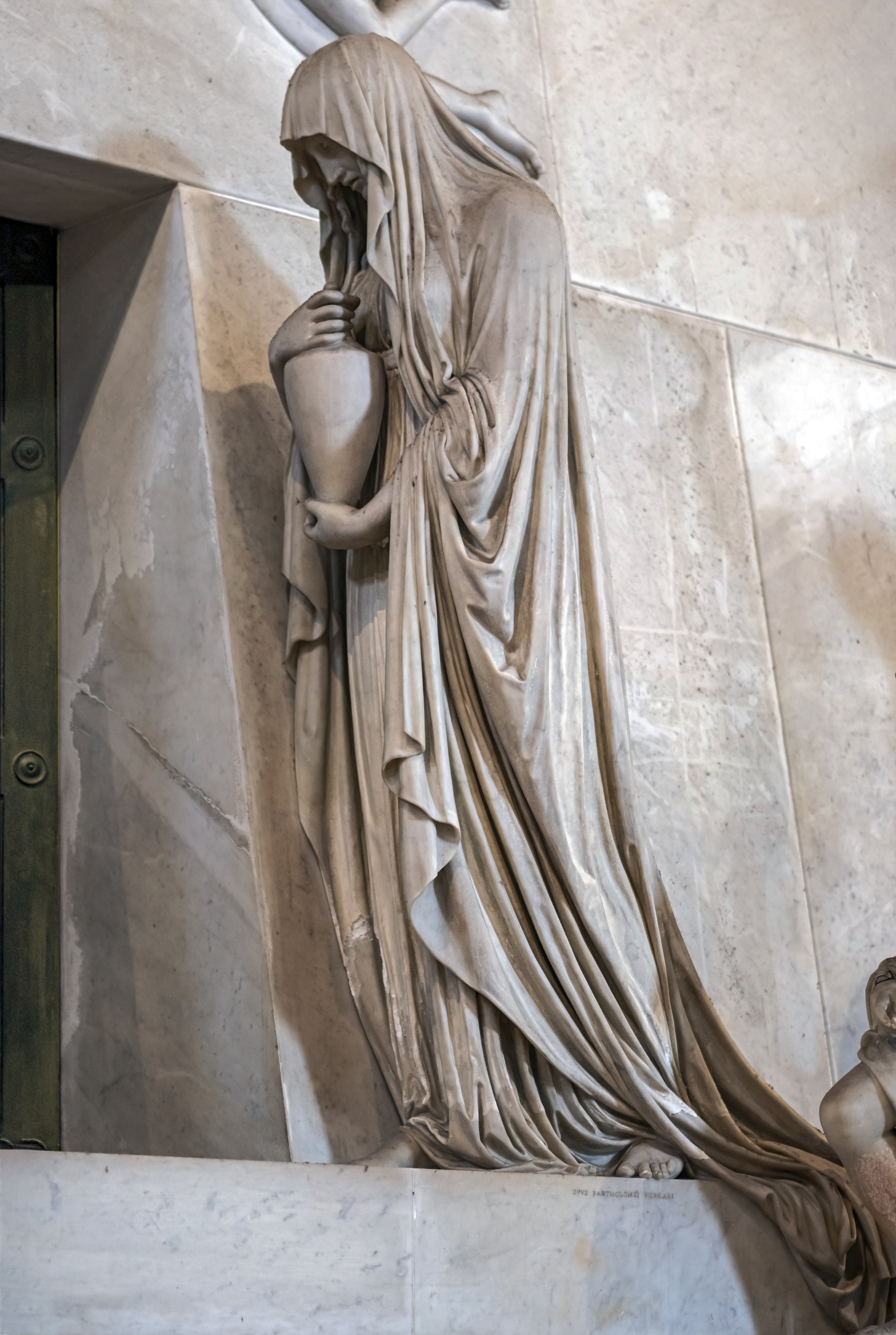
La Scultura che porta in un'urna il cuore di Canova - Bartolomeo Ferrari
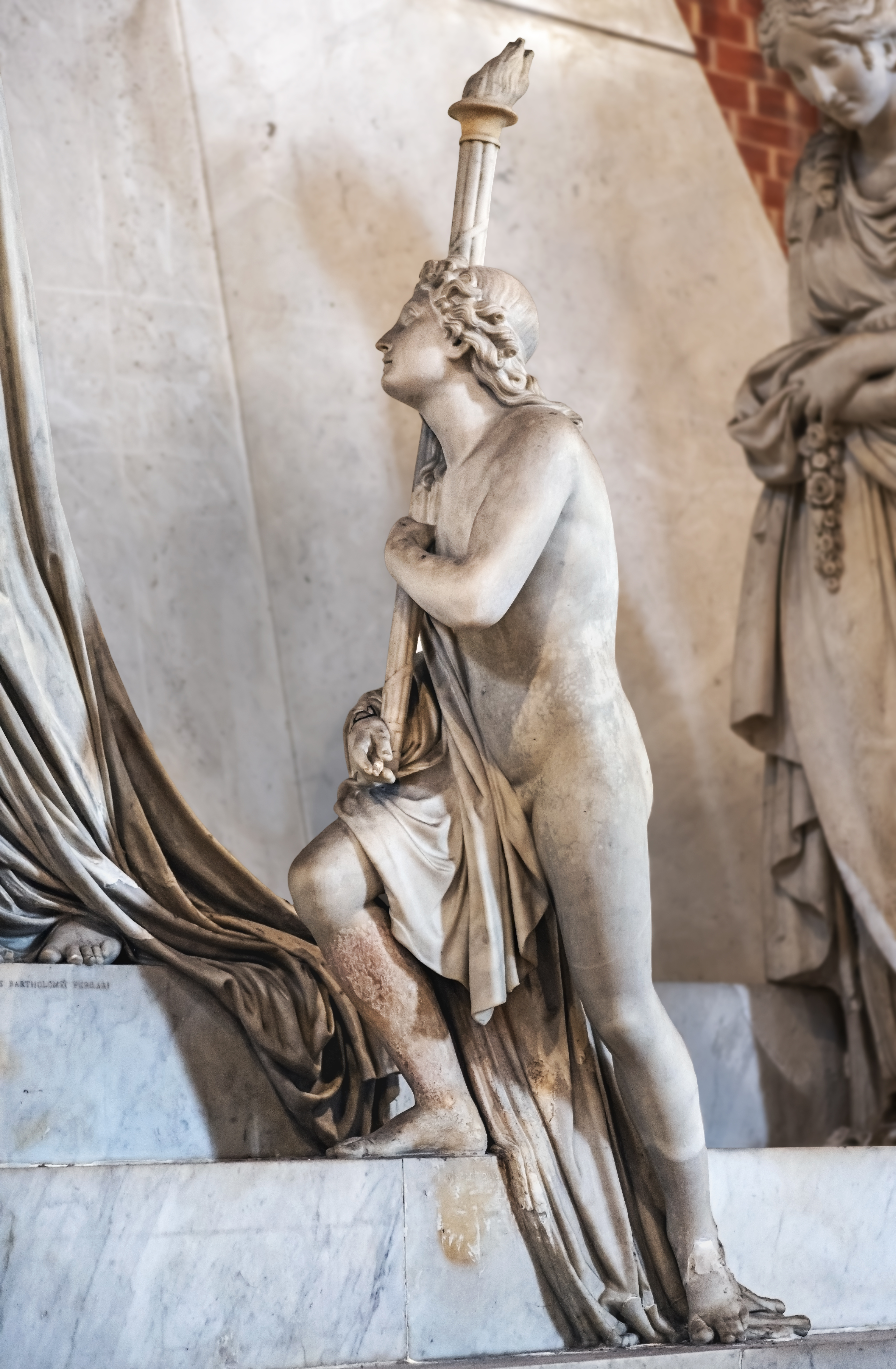
Il Genio della Scultura con la fiaccola mortuaria accesa - Rinaldo Rinaldi
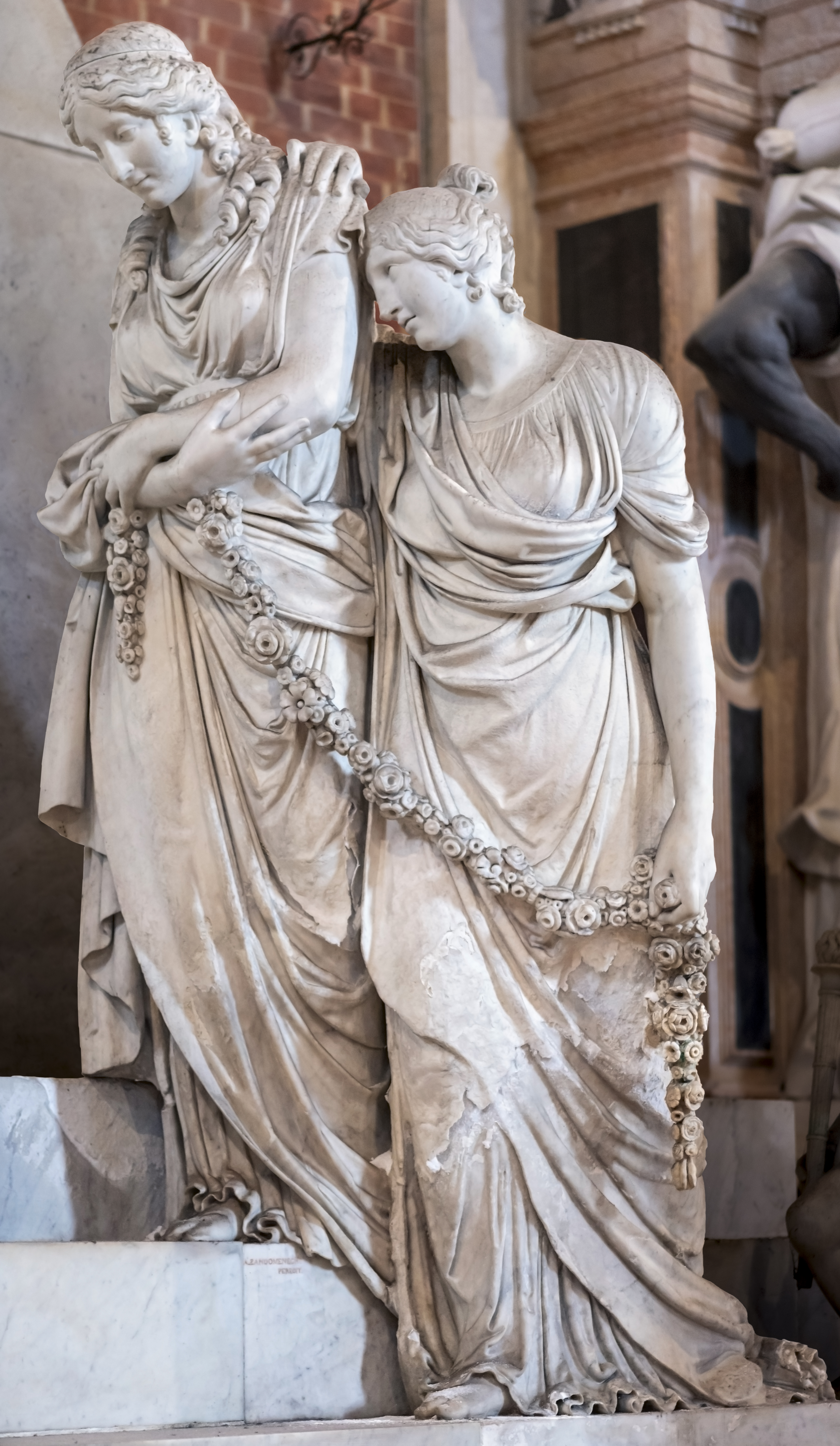
La Pittura e l'Architettura - Luigi Zandomeneghi
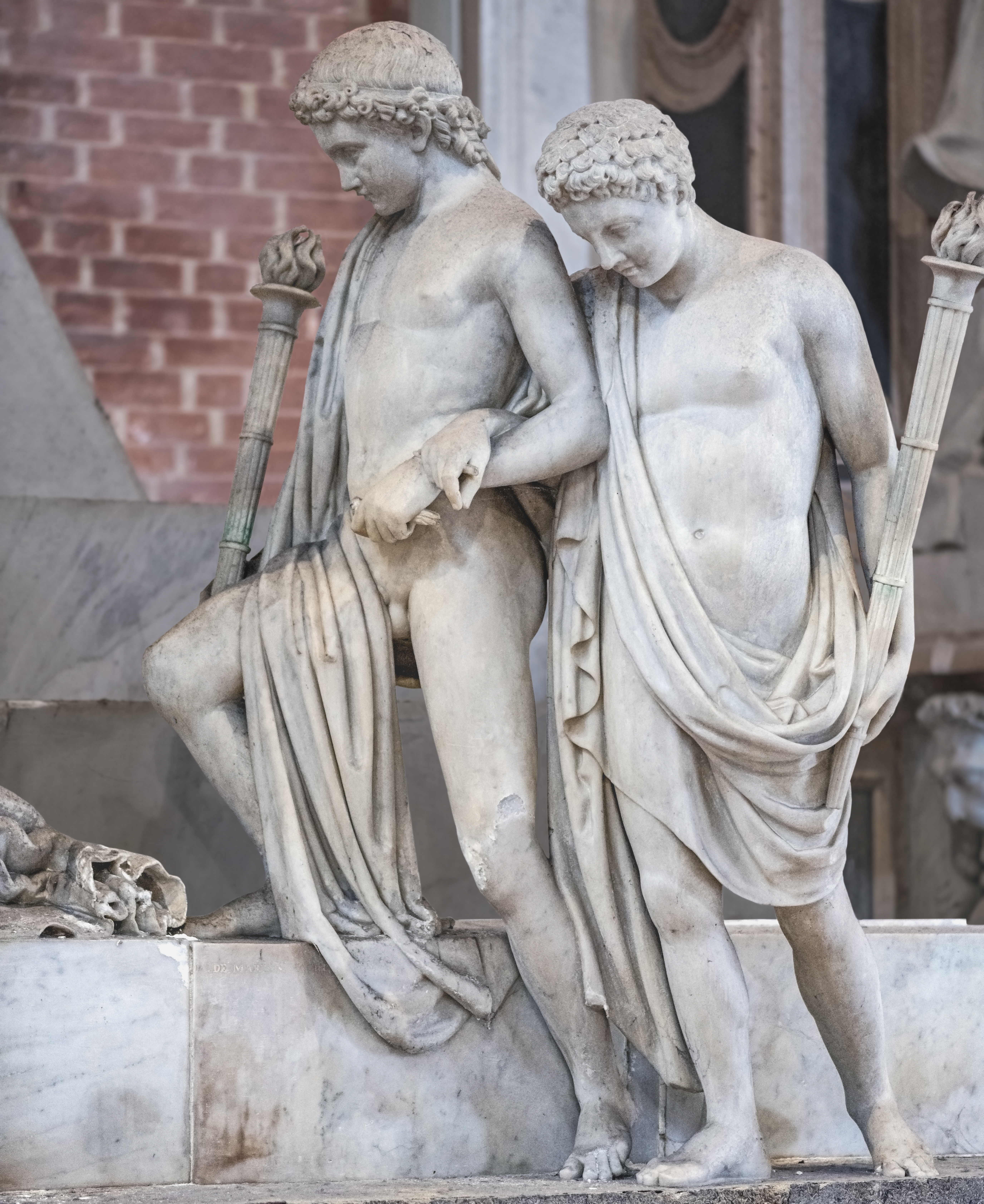
Geni tutelari con i relativi attributi e le fiaccole mortuarie accese - Jacopo de Martini